# Meersburg
Meersburg é uma cidade da Alemanha, no distrito do Lago de Constança, na região administrativa de Tubinga, estado de Baden-Württemberg, a sudeste do Lago da Constança.
É conhecida por ser uma cidade medieval. A cidade baixa (Unterstadt) e a cidade alta (Oberstadt) são reservadas para pedestres, e conectadas por duas escadarias e uma rua íngreme (Steigstrasse).

## História

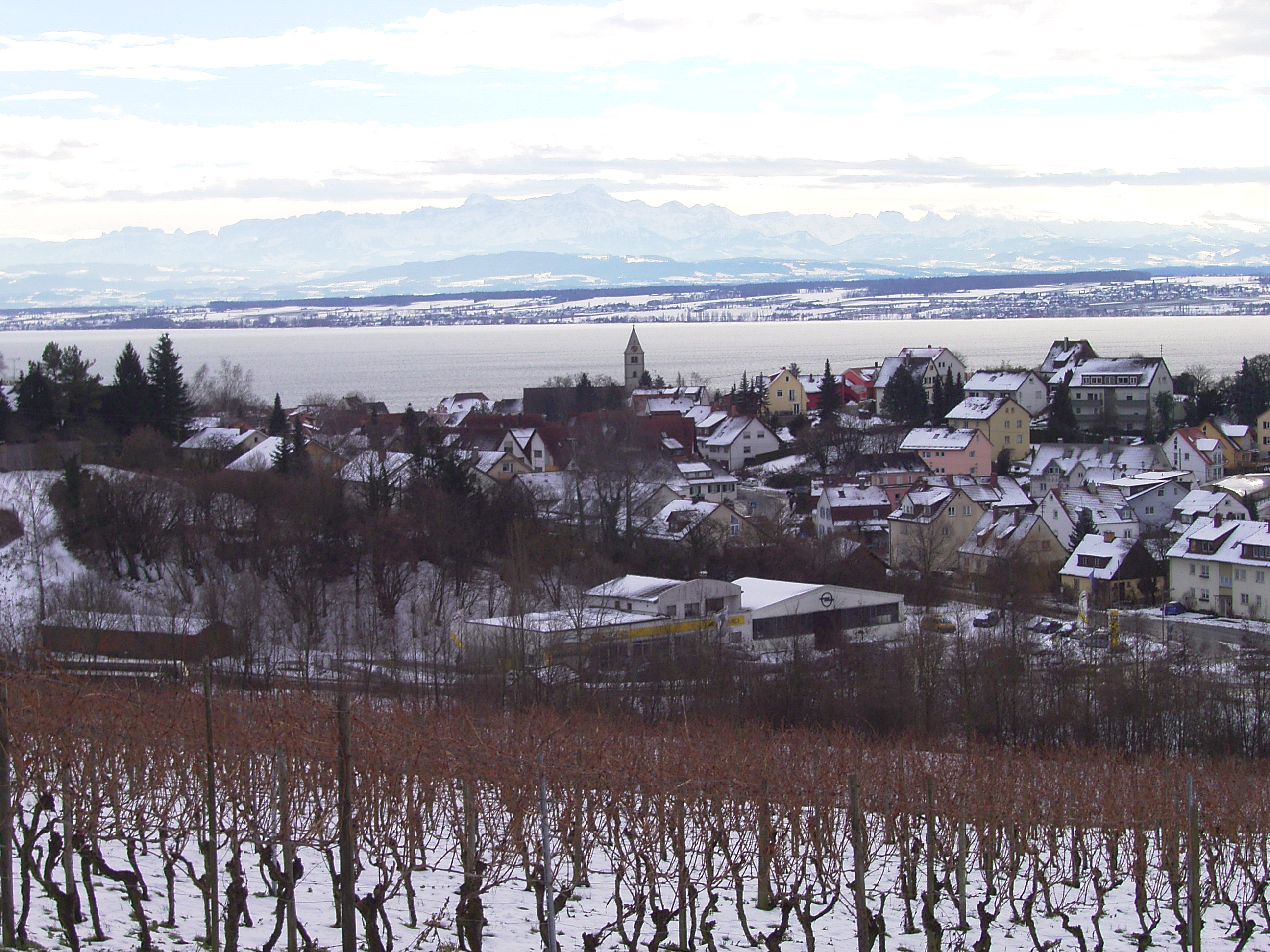
Meersburg, Lago de Constança.

O nome da cidade significa "Castelo no Mar", referindo-se a um castelo o qual, de acordo com a tradição de 1548, foi construído em 630 pelo rei merovíngio Dagoberto I.
A comuna obteve o estatuto de cidade livre em 1299, apesar de, nominalmente, estar ainda sob autoridade do bispo de Constança. Em 1803, foi anexada ao território de Baden.
Depois da Segunda Guerra Mundial, Meersburg esteve na parte militar ocupada pela França na Alemanha.

## Patrimônio

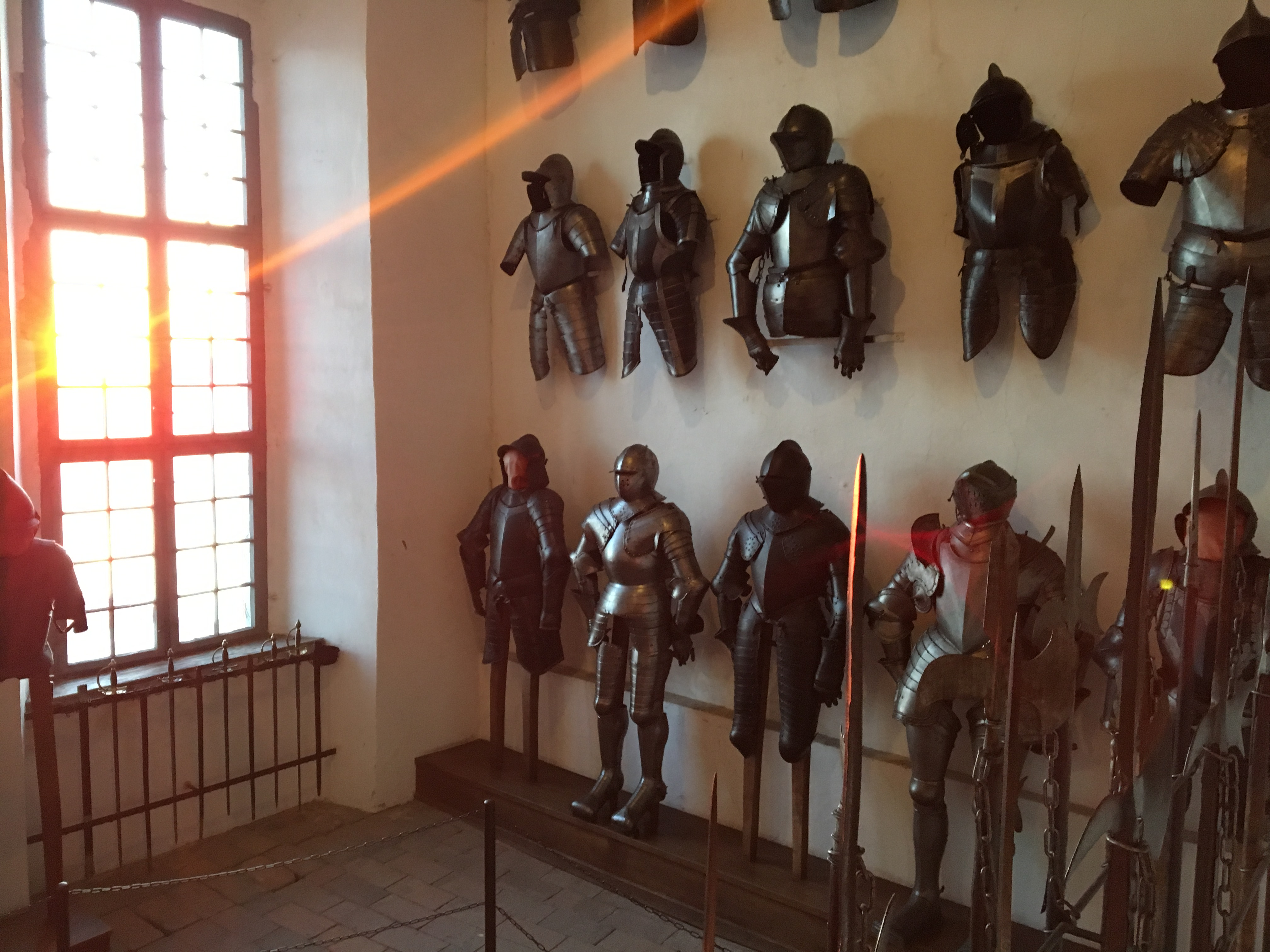
Aposento do Velho Castelo ao pôr do Sol.

A cidade é lar de dois castelos, o Castelo Velho (Altes Schloss) e o Castelo Novo (Neues Schloss).
O Castelo Velho, construído pelo rei merovíngio Dagoberto I no século VII, aceita visitantes. É rodeado de vinhedos que gozam de uma insolação privilegiada, virados para o sul. A visita auto-guiada é permitida. A poetisa alemã Annette von Droste-Hülshoff viveu lá por oito anos.
O Castelo Novo foi construído no século XVIII. Originalmente residência do bispo de Constança, foi usado para diversos propósitos depois da secularização de 1803. Agora, é um museu.
Também há dois portões medievais que podem ser vistos na cidade, que são os restos da fortificação.

## Pessoas famosas

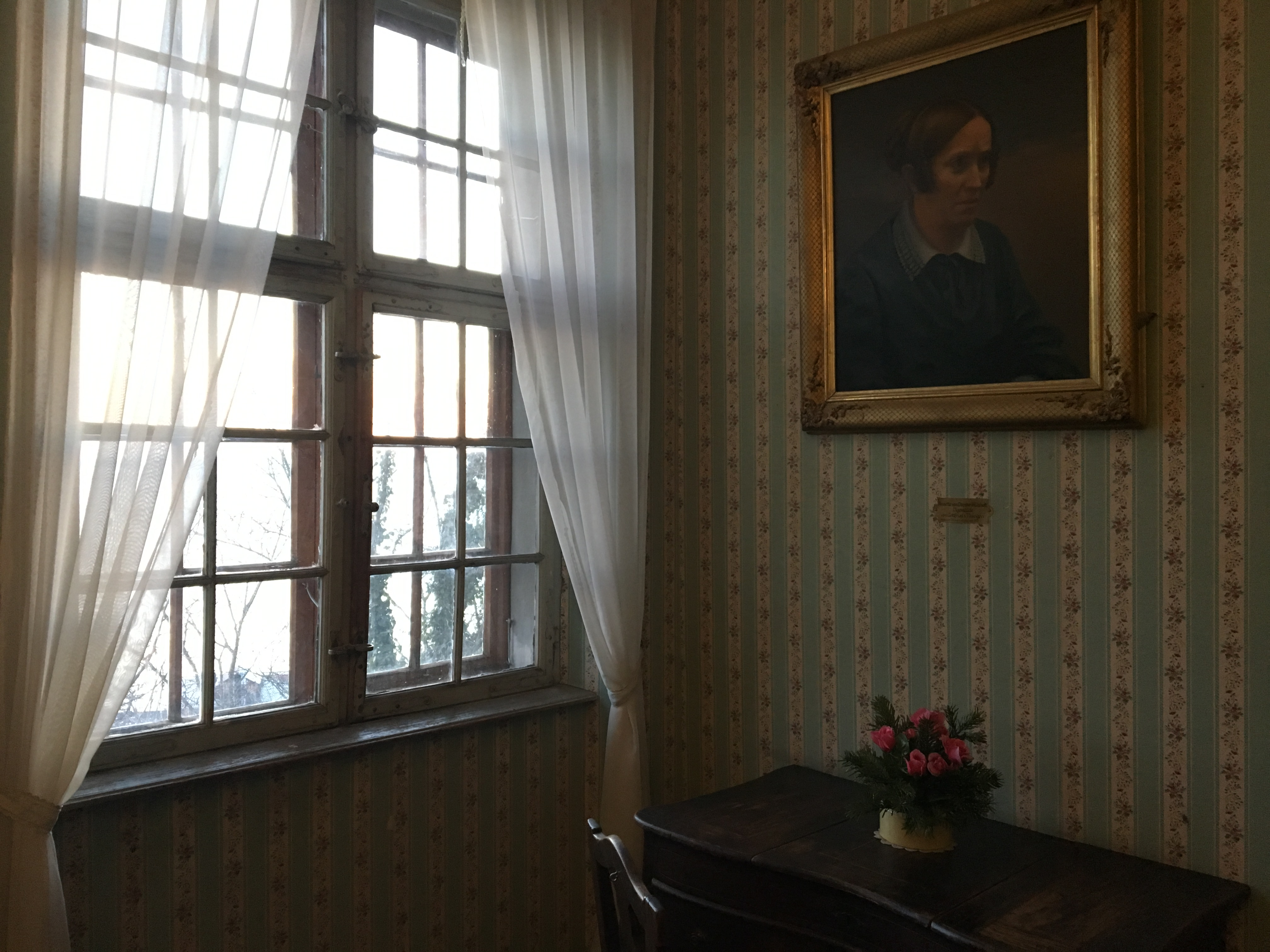
Leito de morte de Annette von Droste-Hülshoff, no Castelo Velho.

Uma das poetisas alemãs mais renomadas, Annette von Droste-Hülshoff, viveu seus últimos anos no Velho Castelo de Meersburg, de 1841 a 1848. Ela também era dona da vila coberta de videira conhecida como Fürstenhäusle.
O famoso médico do século XVIII, Franz Anton Mesmer, morreu em 1815 em Meersburg e está enterrado perto da parede antiga do cemitério a aproximadamente 500 metros à nordeste de um dos portões da cidade alta, Obertor.

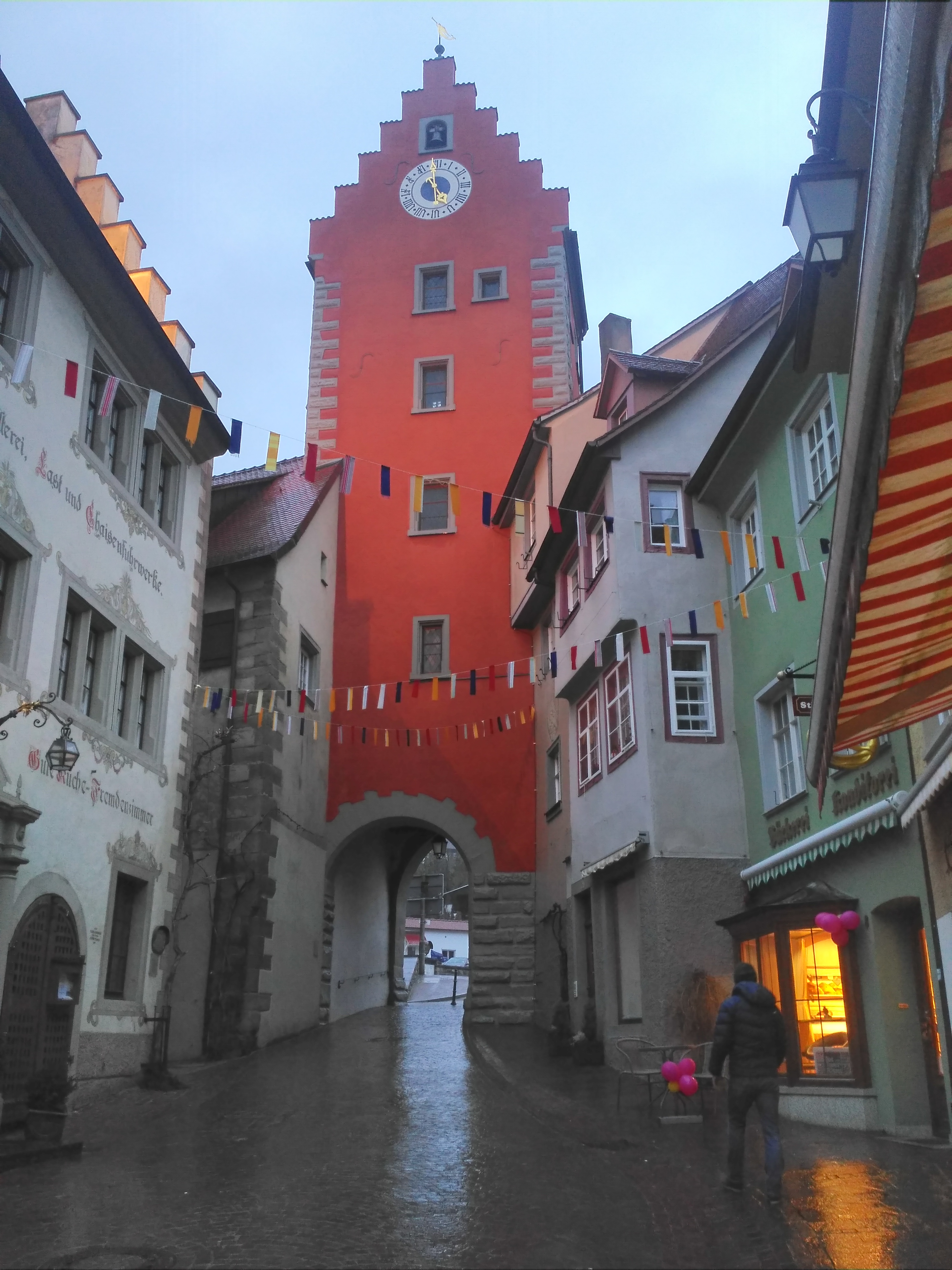
Meersburg